# Fernanda Contreras Gómez
Fernanda Contreras Gómez (ur. 8 października 1997 w San Luis Potosí) – meksykańska tenisistka.

## Kariera tenisowa
W karierze zwyciężyła w dwóch singlowych i dziewięciu deblowych turniejach rangi ITF. 3 października 2022 roku zajmowała najwyższe miejsce w rankingu singlowym WTA Tour – 139. pozycję, oraz 8 maja 2023 osiągnęła najwyższą pozycję w rankingu deblowym – 99. miejsce.

## Finały turniejów WTA
| Legenda                   | Legenda |
| ------------------------- | ------- |
| Wielki Szlem              |         |
| Igrzyska olimpijskie      |         |
| WTA Tour Championships    |         |
| od 2021                   |         |
| WTA 1000 (obowiązkowe)    |         |
| WTA 1000 (nieobowiązkowe) |         |
| WTA 500                   |         |
| WTA 250                   |         |
| WTA 125                   |         |

### Gra podwójna 1 (0-1)
| Końcowy wynik | Nr | Data         | Turniej   | Nawierzchnia | Partnerka        | Przeciwniczki                               | Wynik finału   |
| ------------- | -- | ------------ | --------- | ------------ | ---------------- | ------------------------------------------- | -------------- |
| Finalistka    | 1. | 5 marca 2023 | Monterrey | Twarda       | Kimberly Birrell | Yuliana Lizarazo María Paulina Pérez García | 3:6, 7:5, 5:10 |

## Wygrane turnieje rangi ITF
| turnieje z pulą nagród 100 000 $ |
| turnieje z pulą nagród 80 000 $  |
| turnieje z pulą nagród 60 000 $  |
| turnieje z pulą nagród 25 000 $  |
| turnieje z pulą nagród 15 000 $  |

### Gra pojedyncza
|    | Data       | Turniej | Naw.   | Przeciwniczka    | Wynik         |
| 1. | 25/08/2019 | Cancún  | Twarda | Aleksandra Pitak | 6:3, 6:3      |
| 2. | 20/10/2019 | Waco    | Twarda | Leylah Fernandez | 6:3, 2:6, 6:1 |